# Kutlug Inandj
Kutlug Inandj fou un atabeg ildegízida, fill de Muhàmmad Pahlawan. A la mort del seu pare el 1186/1187 va rebre un feu al Djibal. La seva mare, Inandj Khatun, es va casar amb el nou atabeg Kizil Arslan Uthman i l'afavoria per la successió, ja que el seu nou marit no tenia fills.
Assassinat Kizil Arslan Uthman, segurament enverinat per Inandj Khatun, el 1191, Kutlug Inandj fou proclamat atabeg, però va haver de fer front al seu germanastre Nusrat al-Din Abu Bakr d'Arran i Azerbaidjan, que es considerava atabeg, i sobretot al sultà seljúcida Toghrul ibn Arslanxah que acabava de ser alliberat del seu captiveri a l'Azerbaidjan i havia obtingut suports per recuperar el poder. Nusrat al-Din Abu Bakr va consolidar el seu poder a Arran i Azerbaidjan, mentre Toghrul i Kutlug Inandj disputaven el Djibal. El 1192 Toghrul va derrotar a Inandj i al seu germà germà Amir-i Amiran i va dominar la major part del Djibal.
Els dos derrotats, havent perdut quasi tot el Djibal, van intentar combatre a l'Azerbaijan i Arran contra Abu Bakr i foren derrotats el 1193. Kutlug Inandj va fugir al Djabal on amb el suport del xa de Coràsmia Ala al-Din Muhammad va aconseguir finalment eliminar a Toghrul; les tropes corasmies van matar el sultà seljúcida durant la seva segona incursió el 1194. Kutlug va rebre el territori del Djabal com a feudatari del xa de Coràsmia però algun temps després fou assassinat pels general corasmi Miadjuk. El 1195 Hamadan, Qazwin i Esfahan havien passat al califa an-Nàssir (abbàssida), el gran rival dels corasmis, i el poder a la resta del Djibal va quedar en mans dels ghulams pahlawanites.
Per la seva banda Amir-i Amiran es va enfrontar altra vegada (1193) a Abu Bakr ara amb el suport del xirvanxah i de la reina Tamara de Geòrgia, i va obtenir la victòria prop de Gandja que va ocupar, però Abu Bakr va poder fugir cap a Nakhtxivan. Amir-i Amiran va morir al cap de poc i Gandja es va sotmetre llavors altra vegada a Abu Bakr.